# 倖せさがして
「倖せさがして」（しあわせさがして）は、1980年3月に発売された五木ひろしのシングルである。

## 解説
- 作詞はたかたかし、作曲は木村好夫と、前作「おまえとふたり」と同じである。
- TBSテレビ系列『ザ・ベストテン』では週間最高は2位だったものの、1980年の年間ベストテンでは第1位に輝いた。
- 1986年8月中旬までのシングルの累計出荷枚数は75.4万枚（徳間ジャパン調べ）[1]で、同時点で五木のシングルとしては歴代9位のヒットとなっている（デュエット曲を除く）[1]。

## 収録曲
- 両楽曲共に、編曲：京建輔

1. 倖せさがして (3分30秒)
作詞：たかたかし／作曲：木村好夫
2. ながれ川 (3分28秒) 
作詞：有馬三恵子／作曲：三条まさる